# Inslaw
Inslaw, Inc. ist ein Informationstechnologieunternehmen mit Sitz in Washington, D.C., das Verwaltungssoftware für Unternehmen und Behörden vertreibt. Inslaw ist bekannt für die Entwicklung von PROMIS, einem frühen Software-System für die Fallverwaltung im US-Justizministerium. Die Software soll später von der US-Regierung illegal gestohlen und weiterverbreitet worden sein und zu Spionagezwecken verwendet worden sein. 1986 kam es deshalb zu einem Rechtsstreit zwischen dem Unternehmen und dem US-Justizministerium. Inslaw erhielt vor dem Konkursgericht Schadensersatz, der jedoch in der Berufung wieder aufgehoben wurde. Die Klage führte zu mehreren internen Überprüfungen des Justizministeriums, zwei Untersuchungen des Kongresses, der Einsetzung eines Sonderberaters durch Generalstaatsanwalt William P. Barr und einer langwierigen Überprüfung des Berichts des Sonderberaters unter Generalstaatsanwältin Janet Reno, die letztlich das Justizministerium entlasteten. 
Obwohl das Unternehmen 1985 Konkurs anmelden musste, ist es 2024 weiterhin aktiv und verkauft Software an den privaten und öffentlichen Sektor in Europa, Amerika und im Raum Asien-Pazifik.

## Gründung
Inslaw war ursprünglich eine gemeinnützige Organisation namens Institute for Law and Social Research. Das Institut wurde 1973 von William A. Hamilton gegründet, um Fallverwaltungssoftware für die Strafverfolgungsbehörden zu entwickeln. Mit Hilfe von Zuschüssen und Verträgen der Law Enforcement Assistance Administration (LEAA) entwickelte das Institut ein Programm mit dem Namen „PROMIS“, ein Akronym für Prosecutors' Management Information System, zur Verwendung in der Strafverfolgungsakte und bei der Fallüberwachung. Als der Kongress 1980 für die Abschaffung der LEAA stimmte, beschloss Hamilton, als gewinnorientiertes Unternehmen weiterzuarbeiten und die Software an bestehende und neue Benutzer zu vermarkten. Im Januar 1981 gründete Hamilton das gewinnorientierte Unternehmen Inslaw und übertrug die Vermögenswerte des Instituts auf das neue Unternehmen.

## Inslaw-Affäre
Die Software PROMIS wurde von den US-Strafverfolgungsbehörden benutzt und konnte als innovatives Produkt verschiedene Datenbanken miteinander verbinden, und den Behörden damit ihre Arbeit erleichtern. Im März 1982 erhielt Inslaw einen 9,6-Millionen-Dollar-Vertrag vom Justizministerium, um die Public-Domain-Version von PROMIS in 20 US-Staatsanwaltschaften als Pilotprogramm zu installieren. Kurz nach einem Besuch von Rafael Eitan bei Inslaw im Februar 1983 soll die Software jedoch vom Justizministerium gestohlen und kopiert worden sein. Earl W. Brian und Edwin Meese, zwei Männer mit engen Verbindungen zu US-Präsident Ronald Reagan, sollen die Software an über 80 Länder verkauft bzw. vergeben haben, wobei eine „Hintertür“ in das Programm eingebaut worden sein soll, die Spionage ermöglichte. Über den britischen Verleger Robert Maxwell, der über beste Kontakte zu Geheimdiensten verfügte, soll die Software mit eingebauter Hintertür an den KGB gelangt sein. Maxwell war angeblich auch in der Lage gewesen, die verwanzte israelische Version der PROMIS-Software an die Sandia National Laboratories und das Los Alamos National Laboratory zu verkaufen, zwei der wichtigsten Einrichtungen für Kernforschung und nationale Sicherheit in den Vereinigten Staaten. Dabei soll er von John Tower unterstützt worden sein.
Der angebliche CIA-Agent Michael Riconosciuto behauptete, dass er die Software von Inslaw auf Geheiß des Justizministeriums so verändert hatte, dass sie mit einer geheimen „Hintertür“ an Dutzende ausländischer Regierungen verkauft werden konnte, die Außenstehenden den Zugang zu Computersystemen mit PROMIS ermöglichte. Am 19. März 1991 wurde Riconosciuto verhaftet, nachdem er begonnen hatte Inslaw in seiner Klage zu unterstützen und später wegen des Vertriebs von Methamphetamin und Methadon zu einer 30-jährigen Haftstrafe verurteilt wurde, was nach seiner Aussage nach ein abgekartetes Spiel war, um ihn davon abzuhalten, seine Geschichte zu erzählen. Der freiberufliche Journalist Danny Casolaro, der zum Inslaw-Fall forschte und laut eigenen Aussagen kurz vor der Enthüllung einer größeren Verschwörung stand, wurde im August 1991 mit aufgeschnittenen Pulsadern in seinem Hotelzimmer gefunden. Ein angeblicher Selbstmord, der zahlreiche Gerüchte auslöste. Auch ein dreifacher Mord aus dem Jahr 1981 wurde mit dem Fall in Verbindung gebracht.

### Rechtsstreit
Ab 1986 befanden sich Inslaw-Gründer Hamilton und das Justizministerium in einem Rechtsstreit, nachdem das Unternehmen nach der Einstellung von Zahlungen für PROMIS durch das Justizministerium bankrottgegangen war. Das Justizministerium sah PROMIS als sein Eigentum und die Weiterverbreitung als legal an, da die Software mit seiner Finanzierung entstanden war. Ein Bundeskonkursrichter entschied 1988, dass das Ministerium die Software tatsächlich durch „Trickserei, Betrug und Täuschung“ an sich gerissen und Inslaw absichtlich in den Bankrott getrieben habe. Diese Entscheidung wurde 1988 von einem Bundesbezirksgericht bestätigt, aber 1991 in der Berufung aufgehoben, nachdem der zuständige Richter ausgetauscht wurde. Die Ansprüche von Inslaw wurden schließlich 1995 vom Kongress an den Court of Federal Claims verwiesen, und der Rechtsstreit endete mit dem Urteil des Gerichts gegen Inslaw im Jahr 1998. Während des 12 Jahre dauernden Gerichtsverfahrens beschuldigte Inslaw das Justizministerium der Verschwörung zum Diebstahl seiner Software, des Versuchs, das Unternehmen in die Liquidation nach Chapter 7 zu treiben, der Verwendung der gestohlenen Software für verdeckte Geheimdienstoperationen gegen ausländische Regierungen und der Beteiligung an dem Mord an Danny Casolaro. Diese Anschuldigungen wurden schließlich vom Sonderbeauftragten und dem Court of Federal Claims zurückgewiesen.

### Offizielle Untersuchungen
Die Anschuldigungen von Inslaw gegen das Justizministerium führten zu einer Reihe von Untersuchungen, einschließlich interner Untersuchungen des Ministeriums und Untersuchungen des Ständigen Unterausschusses für Untersuchungen des Senats (PSI) und des Justizausschusses des Repräsentantenhauses. Das Justizministerium ernannte schließlich einen Sonderbeauftragten für die Ermittlungen. Nachdem der Sonderbeauftragte seinen Bericht veröffentlicht hatte, der das Justizministerium entlastete, antwortete Inslaw mit einer ausführlichen Gegendarstellung. Das DOJ überprüfte daraufhin die Ergebnisse des Sonderberaters, was zur Veröffentlichung einer abschließenden Untersuchung des Ministeriums führte. Während dieser bundesstaatlichen Ermittlungen begann Inslaw, Behauptungen über eine breit angelegte, komplexe Verschwörung zum Diebstahl von PROMIS aufzustellen. 